# Christopher Leuning
Peter Christopher Gram Leuning (30. september 1847 i København – 28. oktober 1926 i Kgs. Lyngby) var en dansk gymnasierektor, professor og ridder af Dannebrog.
Christopher Leuning var søn af amtsforvalter, justitsråd E.W. Leuning, og han var gift med Sofie Leuning (1858–1910), født Helms, der var datter af rektor Johannes Helms.
Christopher Leuning blev student fra Nykøbing Katedralskole på Falster i 1865, tog skoleembedseksamen (cand.philol.) fra Københavns Universitet i 1872. Han blev lærer og inspektør på Borgerdydskolen i Helgolandsgade; det der nu hedder Vestre Borgerdydskole. Han efterfulgte sin svigerfar som skolens rektor i perioden 1895–1919.